# Nikolai Jakowlewitsch Demjanow
Nikolai Jakowlewitsch Demjanow (russisch Николай Яковлевич Демьянов; * 27. März 1861 in Twer; † 19. März 1938 in Moskau) war ein russischer Chemiker (Organische Chemie).

## Leben
Demjanow ging in Moskau auf das Gymnasium, studierte Chemie an der Lomonossow-Universität, wurde 1886 promoviert (Über Dextrin) und war dann ab 1886 Assistent von Gawriil Gawriilowitsch Gustawson (1843–1908) an der Landwirtschafts- und Forstakademie (Petrowskaja Akademie) in Moskau, an der er 1893 Assistenzprofessor und 1898 Professor wurde. Seine Habilitation erfolgte 1899 (russischer Doktortitel). Ab 1935 war er am Institut für Organische Chemie der Akademie der Wissenschaften.
Demjanow begründete eine russische Schule der Organischen Chemie mit engen Verbindungen zur Landwirtschaft und Biologie.
Er befasste sich der Reaktion von Stickstoffoxiden mit ungesättigten Kohlenwasserstoffen und mit alicyclischen Verbindungen und synthetisierte 1894 Methycyclopropan und 1895 Vinylcyclopropan.
Nach ihm ist die Demjanov-Umlagerung benannt, die häufig mit einer Ringerweiterung oder -verkleinerung verbunden ist,  und er kannte auch schon vor Marc Tiffeneau (1873–1945) die Tiffeneau-Ringerweiterung (auch Tiffeneau-Demjanow-Umlagerung). Demjanow wandelte ein Cyclobutylmethylamin (ein Ring mit vier Kohlenstoffatomen) mit Salpetriger Säure durch Entfernung der Aminogruppe in eine Mischung von Alkoholen um, darunter Cyclopentanol, was mit fünf Kohlenstoffatomen eine Ringerweiterung ergab. Später fand er auch umgekehrt, dass man mit derselben Umlagerung eine Ringverengung erreichen kann. Er fand das Verfahren 1903. Tiffeneau wandelte auf ähnliche Art Aminoalkohole in Ketone unter Ringerweiterung um, publizierte aber erst 1937.
1888 entwickelte er mit Gustawson ein Verfahren zur Darstellung von Propadien. Im Ersten Weltkrieg  befasste er sich mit der Herstellung von Arzneimitteln wie Novocain. Ab den 1920er Jahren befasste er sich mit Pflanzenstoffen wie ätherischen Ölen. 1929 wurde er zum Mitglied der Akademie der Wissenschaften der UdSSR gewählt.

## Schriften
- Agronomische Chemie. Stickstoffheterozyklen und Alkaloide, 1923 (Russisch, Vorlesungen)
- Organische Chemie, Moskau 1922 bis 1925 (Russisch)
- mit Feofilaktov: Chemie der Pflanzenstoffe, 1933 (Russisch)
- mit N. D. Prjanischnikow: Allgemeine Verfahren zur Analyse von Pflanzenstoffen, 1934 (Russisch)
- mit Nilov, Williams: Ätherische Öle, ihre Struktur und Analyse, 1933
- Ausgewählte Werke, 1936 (Russisch)